# Ubn
Unbinilium（化學符號為Ubn）是一種尚未被發現的化學元素，原子序數是120。直到这个元素被发现、确认并确定了永久名称之前，Unbinilium和Ubn分别为这个元素的暂时系统命名和化学符号。在扩展元素周期表裡，Ubn预测是s区元素和碱土金属，是第8週期的第二個元素。由於該元素可能處於理論上的超重元素穩定島之中，其中子數為幻數（184）的同位素304
120Ubn
可能具有极長的半衰期，因而引起人們的研究興趣。
儘管德國和俄羅斯團隊曾多次嘗試合成該元素，但Ubn迄今為止仍尚未被成功合成出來。俄羅斯團隊計劃於2025年開始下一次試驗。理论和实验证据表明，Ubn等第八週期元素的合成很可能比之前的元素要困难得多，Ubn甚至可能是目前技术所能合成的最重元素。
Ubn所處的第七种碱土金属的位置表明它会和较轻的同族元素有相似的性质。不过，相对论效应可能会导致Ubn的某些性质与直接用元素周期律推测的性质不同。举个例子，Ubn预计会比钡和镭更不活泼，反应性反而更像锶。不過計算顯示Ubn的主要氧化態應該仍是碱土金属的+2特征氧化态。

## 概论

### 超重元素的合成
超重元素的原子核是在两个不同大小的原子核的聚变中产生的。粗略地说，两个原子核的质量之差越大，两者就越有可能发生反应。由较重原子核组成的物质会作為靶子，被较轻原子核的粒子束轰击。两个原子核只能在距离足够近的时候，才能聚变成一个原子核。原子核都带正电荷，会因为静电排斥力而相互排斥，所以只有两个原子核的距离足够短时，强核力才能克服这个排斥力并发生聚变。粒子束因此被粒子加速器大大加速，以使这种排斥力与粒子束的速度相比变得微不足道。施加到粒子束上以加速它们的能量可以使它们的速度达到光速的十分之一。但是，如果施加太多能量，粒子束可能会分崩离析。
不过，只是靠得足够近不足以使两个原子核聚变：当两个原子核逼近彼此时，它们通常会融為一體约10−20秒，之後再分開（分開後的原子核不需要和先前相撞的原子核相同），而非形成单一的原子核。这是因为在尝试形成单个原子核的过程中，静电排斥力会撕开正在形成的原子核。每一对目标和粒子束的特征在于其截面，即两个原子核彼此接近时发生聚变的概率。这种聚变是量子效应的结果，其中原子核可通过量子穿隧效應克服静电排斥力。如果两个原子核可以在该阶段之后保持靠近，则多个核相互作用会导致能量的重新分配和平衡。
两个原子核聚变产生的原子核处于非常不稳定，被称为复合原子核的激发态。复合原子核为了达到更稳定的状态，可能会直接裂变，或是放出一些中子来带走激发能量。如果激发能量太小，无法放出中子，复合原子核就会放出γ射线来带走激发能量。这个过程会在原子核碰撞后的10−16秒发生，并创造出更稳定的原子核。原子核只有在10−14秒内不衰变，IUPAC/IUPAP联合工作小组才会认为它是化学元素。这个值大约是原子核得到它的外层电子，显示其化学性质所需的时间。

### 衰变和探测
粒子束穿过目标后，会到达下一个腔室——分离室。如果反应产生了新的原子核，它就会存在于这个粒子束中。在分离室中，新的原子核会从其它核素（原本的粒子束和其它反应产物）中分离，到达半导体探测器后停止。这时标记撞击探测器的确切位置、能量和到达时间。这个转移需要10−6秒的时间，因此原子核需要存在这么长的时间才能被检测到。若衰变發生，衰變的原子核被再次记录，并测量位置、衰变能量和衰变时间。
原子核的稳定性源自于强核力，但强核力的作用距离很短，随着原子核越来越大，强核力对最外层的核子（质子和中子）的影响减弱。同时，原子核会被质子之间，范围不受限制的静电排斥力撕裂。强核力提供的核结合能以线性增长，而静电排斥力则以原子序数的平方增长。后者增长更快，对重元素和超重元素而言变得越来越重要。超重元素理论预测及实际观测到的主要衰变方式，即α衰变和自发裂变都是这种排斥引起的。几乎所有会α衰变的核素都有超过210个核子，而主要通过自发裂变衰变的最轻核素有238个核子。有限位势垒在这两种衰变方式中抑制了原子核衰变，但原子核可以隧穿这个势垒，发生衰变。
放射性衰变中常产生α粒子是因为α粒子中的核子平均质量足够小，足以使α粒子有多余能量离开原子核。自发裂变则是由静电排斥力将原子核撕裂而致，会产生各种不同的产物。随着原子序数增加，自发裂变迅速变得重要：自发裂变的部分半衰期从92号元素铀到102号元素锘下降了23个数量级，从90号元素钍到100号元素镄下降了30个数量级。早期的液滴模型因此表明有约280个核子的原子核的裂变势垒会消失，因此自发裂变会立即发生。之后的核壳层模型表明有大约300个核子的原子核将形成一个稳定岛，其中的原子核不易发生自发裂变，而是会发生半衰期更长的α衰变。随后的研究发现预测存在的稳定岛可能比原先预期的更远，还发现长寿命锕系元素和稳定岛之间的原子核发生变形，获得额外的稳定性。对较轻的超重核素以及那些更接近稳定岛的核素的实验发现它们比先前预期的更难发生自发裂变，表明核壳层效应变得重要。
α衰变由发射出去的α粒子记录，在原子核衰变之前就能确定衰变产物。如果α衰变或连续的α衰变产生了已知的原子核，则可以很容易地确定反应的原始产物。因为连续的α衰变都会在同一个地方发生，所以通过确定衰变发生的位置，可以确定衰变彼此相关。已知的原子核可以通过它经历的衰变的特定特征来识别，例如衰变能量（或更具体地说，发射粒子的动能）。然而，自发裂变会产生各种分裂产物，因此无法从其分裂产物确定原始核素。

## 合成嘗試
2002年，尤里·奥加涅相在俄羅斯杜布納的團隊於聯合核研究所（JINR）首次發現並觀測鿫原子的衰變， 之後打算製作類似的實驗：從58Fe和244Pu製造Ubn。 Ubn同位素的半衰期預計以微秒計。

## 同位素与核特性

### 能产生Z=120复核的目标、发射体组合
下表包含了各種實驗可用於形成複合核的原子序為120。
| 目標  | 發射體 | CN     | 結果             |
| ----- | ------ | ------ | ---------------- |
| 232Th | 70Zn   | 302Ubn | 尚未嘗試         |
| 238U  | 64Ni   | 302Ubn | 失敗, σ < 94 fb  |
| 244Pu | 58Fe   | 302Ubn | 失敗, σ < 0.4 pb |
| 248Cm | 54Cr   | 302Ubn | 尚未嘗試         |
| 249Cf | 50Ti   | 299Ubn | 尚未嘗試         |
| 257Fm | 48Ca   | 305Ubn | 尚未嘗試         |

### 蒸发截面理论计算
下表列出各种目标-发射体组合，并给出最高的预计产量。
MD = 多面；DNS = 双核系统； σ = 截面
| 目标  | 发射体 | CN     | 通道（产物） | σ max   | 模型   | 参考资料 |
| ----- | ------ | ------ | ------------ | ------- | ------ | -------- |
| 208Pb | 88Sr   | 296Ubn | 1n (295Ubn)  | 70 fb   | DNS    | [ 48 ]   |
| 208Pb | 87Sr   | 295Ubn | 1n (294Ubn)  | 80 fb   | DNS    | [ 48 ]   |
| 208Pb | 88Sr   | 296Ubn | 1n (295Ubn)  | <0.1 fb | MD     | [ 49 ]   |
| 238U  | 64Ni   | 302Ubn | 3n (299Ubn)  | 3 fb    | MD     | [ 49 ]   |
| 238U  | 64Ni   | 302Ubn | 2n (300Ubn)  | 0.5 fb  | DNS    | [ 50 ]   |
| 238U  | 64Ni   | 302Ubn | 4n (298Ubn)  | 2 ab    | DNS-AS | [ 51 ]   |
| 244Pu | 58Fe   | 302Ubn | 4n (298Ubn)  | 5 fb    | MD     | [ 49 ]   |
| 244Pu | 58Fe   | 302Ubn | 3n (299Ubn)  | 8 fb    | DNS-AS | [ 51 ]   |
| 248Cm | 54Cr   | 302Ubn | 3n (299Ubn)  | 10 pb   | DNS-AS | [ 51 ]   |
| 248Cm | 54Cr   | 302Ubn | 4n (298Ubn)  | 30 fb   | MD     | [ 49 ]   |
| 249Cf | 50Ti   | 299Ubn | 4n (295Ubn)  | 45 fb   | MD     | [ 49 ]   |
| 249Cf | 50Ti   | 299Ubn | 3n (296Ubn)  | 40 fb   | MD     | [ 49 ]   |
| 257Fm | 48Ca   | 305Ubn | 3n (302Ubn)  | 70 fb   | DNS    | [ 50 ]   |

## 外部連結
- 元素Ubn在Peter van der Krogt elements site的介紹（英文）
- WebElements.com – Ubn（英文）